# James Lesure
James Lesure (Los Angeles, 21 de setembro de 1970) é um ator americano mais conhecido pelo personagem Mike Cannon durante 5 anos na série Las Vegas. Atualmente estrela a sitcom Men ate Work ao lado de Danny Masterson.